# 李昶俊
李昶俊（1986年2月1日—），藝名ECHO，臺灣臺東縣人，擅長節奏口技。曾經是周杰倫的節奏口技老師，亦擅長編曲製作、自彈自唱、鋼琴、吉他、口琴、直笛。專長還有製作短影音，時常在自媒體上傳短片與創作歌曲，也是短影音製作人，音樂製作人，創作歌手。目前在醒吾科技大學擔任多媒體行銷助理教授。2006年，參加臺灣節奏口技大賽奪得冠軍。由於擅長特殊才藝再加上陽光的外表，讓各大電視節目爭相邀約ECHO的演出。2012年，因參加臺灣知名選秀節目超級模王大道而知名度水漲船高，曾經在節目中模仿過羅志祥、周杰倫、 李敖等人；大部分以模仿各種聲音為主。2013年11月，在個人YouTube推出創作單曲Dreamer。12月10日發行個人首張專輯，歌曲中融入節奏口技為其特色。

## 早年
李昶俊出生於美國猶他州，與三個兄姐成長於單親家庭，父親是國立臺東大學生命科學系教授李炎。

## 經歷
- 2006年台灣節奏口技大賽冠軍。
- 2008年台灣十大街頭藝人。
- 2007年曾參與過模范棒棒堂，是第一屆第五代底迪。
- 2009年至2010年曾為傑克傳播有限公司（憲憲家族）簽約藝人。
- 2011年為艾迪昇傳播事業有限公司簽約藝人。
- 2012年中視第一屆超級模王大道亞軍。
- 2012年 教授周杰倫beatbox，成為亞洲天王的beatbox老師。
- 2012年底參加中國大陆節目中國達人秀第四季選秀節目表演動畫+口技。
- 2014年代言力抗錶
- 2014年參加《超級先生》
- 2016年發行單曲《Beatbox的那個》
- 2019年底拍攝 《威金森氣泡水》廣告，擔任男主角，負責演唱，使用擅長的人聲製作歌曲。
- 2020年11月與林采欣一同代言日產汽車NISSAN第二代JUKE車款，並發表合作歌曲《JUKE它是我朋友》。
- 2023年6月拍攝《白蘭氏雞精》 廣告擔任男主角，一人分飾二角。並在台灣，新加玻等海內外國家播放。

## 相關連結
- ECHO×李昶俊的官方Facebook （页面存档备份，存于）
- ECHO×李昶俊的Weibo （页面存档备份，存于）
- ECHO×李昶俊的StreetVoice
- ECHO×李昶俊的YouTube頻道 （页面存档备份，存于）
- ECHO李昶俊的Instagram